# Aniceto Valdivia
Aniceto Valdivia y Sisay (Sancti Spíritus, 1857-La Habana, 1927) fue un crítico, periodista, traductor, escritor y diplomático cubano, conocido por el seudónimo de Conde Kostia.

## Biografía
Nació el 20 de abril de 1857 en Sancti Spíritus. Escritor, comediógrafo, crítico y diplomático, colaboró en publicaciones periódicas como Diario de la Marina, Azul y Rojo, Bohemia, La Lucha, El Fígaro y El Tiempo. Tradujo a autores franceses como Barbier, Victor Hugo, Gauthier, Alphonse de Lamartine y Alfred de Musset y desempeñó el cargo de ministro plenipotenciario y enviado extraordinario de Cuba en Noruega. Falleció a los setenta años de edad el 28 de enero de 1927 en La Habana y fue enterrado presumiblemente en el cementerio de Colón. Casado con Concepción Huidobro, tuvo como hijos a Serafina, Conchita, Antonio y Mariano.